# Mateo I de Montmorency
Mateo I (Francés: Mathieu de Montmorency; m. en 1160) fue señor de Montmorency, Marly, Conflans-Sainte-Honorine y Attichy. Fue condestable de Francia entre 1138 y 1160 bajo el reinado de Luis VII . 
Era el primogénito de Bouchard IV de Montmorency y Agnes de Beaumont-sur-Oise.
En 1126 se casó con Alice FitzRoy (Alix), hija ilegítima de Enrique I de Inglaterra, con la que tuvo:
1. Enrique, murió joven antes de 1160
2. Bouchard V de Montmorency, (fallecido en 1189 en Jerusalén), casado en 1173 con Laurette de Hainaut (fallecida el 9 de agosto de 1181), hija de Balduino IV de Henao. [2]Fueron los padres de Mathieu II de Montmorency, apodado el Grande.
3. Teobaldo de Montmorency, señor de Marly, que se unió a la Cruzada en 1173. Murió como monje cisterciense algún tiempo después de 1189.
4. Hervé de Montmorency, abad de Saint-Martin de Montmorency, entonces diácono de la Iglesia y decano de París antes de su muerte en 1192.
5. Matthieu de Montmorency (m. Constantinopla 1204), [3] heredó el señorío de su hermano Theobald; padre de Bouchard de Marly .

Alix murió antes de 1141. Mattheu se casó con Adelaida de Maurienne, la viuda de Luis VI de Francia . 